# Klipino Brdo
Klipino Brdo is een plaats in de gemeente Karlovac in de Kroatische provincie Karlovac. De plaats telt 18 inwoners (2001).